# Candyman (Christina Aguilera)
Candyman is de derde single van het derde studioalbum van Christina Aguilera, Back to Basics. Het nummer staat op de tweede cd van het album, en is geschreven door Christina Aguilera en Linda Perry, die ook de rest van de tweede cd van het album voor haar rekening nam. De single had zijn première op 6 september 2006 op het "Fashion Rock Concert" in New York, maar toen was het nog niet bevestigd dat Candyman de derde single werd. Dit werd pas gedaan op "Dick Clarck's New Years Rockin Eve", rond de jaarwisseling met 2007.

## Informatie over het nummer
Christina vertelt dat dit het "feel good"-nummer is van haar album en heeft al meerdere keren gezegd dat dit haar favoriete nummer van het album is. Het is een swingnummer met een sterk jazzy klank en gaat over een meisje dat een jongen die onverwacht heel erg leuk vindt.

### Release
Het originele plan was dat Candyman de tweede single werd van het album, maar de platenmaatschappij vond Hurt een betere keuze. Daarmee wilden ze het succes van Beautiful uit 2002 evenaren. Ook werd er gezegd dat Candyman te veel leek op Ain't No Other Man.
Het nummer werd 7 april 2007 uitgebracht in het Verenigd Koninkrijk en rond deze tijd ook in de rest van Europa.

## Videoclip
De videoclip is opgenomen op 25 januari 2007. De clip werd geregisseerd door Matthew Rolston, en co-geregisseerd door Christina Aguilera. Op 22 februari 2007 ging de clip bij TRL in wereldpremière. In de clip zijn drie verschillende versies van Christina te zien: een roodharige, een brunette en een blondine. De clip refereert veel aan de Andrews Sisters.